# Albanska revolten 1432–1436
Den albanska revolten 1432–1436 syftar på den antiosmanska stämning som blossade upp i Albanien till följd av att den lokala adeln blev utbytt mot osmanska markägare och att det osmanska skattesystemet och centralstyrningen tvingades på det albanska folket. Under revoltens tidigare skede mördades eller förvisades många albanska landägare. Vid de mångas återvändo spred sig revolten över Albanien och försök gjordes att ingå i en allians med tysk-romerska riket. Fastän att de albanska ledarna framgångsrikt slog tillbaka osmanska framstötar misslyckades man att erövra städerna i sanjaken Albanien och osmanerna lyckades till slut besegra rebellerna. Osmanerna begick ett antal massakrer i efterdyningarna av revolten.